# Mit deinen Augen
Mit deinen Augen ist ein deutscher Fernsehfilm aus dem Jahre 2004.

## Handlung
Sophie Martell ist eine klassische Sängerin, die mit zwölf Jahren blind wurde. Trotzdem ist sie eine fröhliche lebensbejahende Frau. Sie lebt in Venedig und träumt davon, an der Oper zu singen. Als der amerikanische Augenchirurg MacCormick ihr mit einer neuen Operationsmethode verspricht, ihr das Augenlicht wiederzugeben, rückt ihr Traum in erreichbare Nähe. Jacob, ihr Gesangslehrer, ist erfreut. Ihr Agent David Rauch weniger, da er das Privatvermögen der Sängerin veruntreut.
Rauch beauftragt den Journalisten Eike Blohm eine Biografie über Sophie zu schreiben. Anfangs ist sie nicht so begeistert, da sie ihre Biografie mit einer Frau verfassen wollte. Dann kommen sie sich näher.
Giovanni, der Sohn der Haushälterin von Sophie, erzählt ihnen alles über die Machenschaften von David. Dann wird Sophie operiert. Nach der Operation taucht Eike nicht auf, da er sich den Arm gebrochen hat. Währenddessen flieht David auf Venedig.

## Produktion
Die Dreharbeit erfolgte in Venedig.
Die Erstausstrahlung erfolgte am 3. Dezember 2004 im Ersten.

## Kritik
TV Spielfilm gibt einen Daumen nach unten und meint: Augen zu und durch: ein echter Blindgänger.